# Cryptochironomus lippini
Cryptochironomus lippini är en tvåvingeart som beskrevs av Alexander S. Konstantinov 1948. Cryptochironomus lippini ingår i släktet Cryptochironomus och familjen fjädermyggor. Inga underarter finns listade i Catalogue of Life.